# Миняр
Миняр (на руски: Миньяр) е град в Русия, разположен в Ашински район, Челябинска област. Населението му към 1 януари 2018 година е 9128 души.